# 중국인 배척법
중국인 배척법(中國人排斥法, 영어: Chinese Exclusion Act)은 1882년 5월 6일에 체스터 A. 아서 미국 대통령이 서명한 법률이다. 중국인 노동자의 이주를 금지시킨, 미국 역사상 자유 이민에 대한 가장 무거운 제한의 하나였다. 1868년 미국과 중국 간에 체결된 중국인의 자유 이민을 호혜 평등의 입장에서 인정한 〈벌링게임 조약〉에 반해 1880년에 중국인의 이주를 금지하는 취지로 개정하여 시행했다. 본래는 10년간 한시적으로 되어 있었지만, 1892년의 업데이트를 거쳐 1902년에는 영구적인 조치로 실시되었다. 그러나, 1943년 12월 17일, ‘매그너슨 법’에 의해 폐지되었다.

## 배경

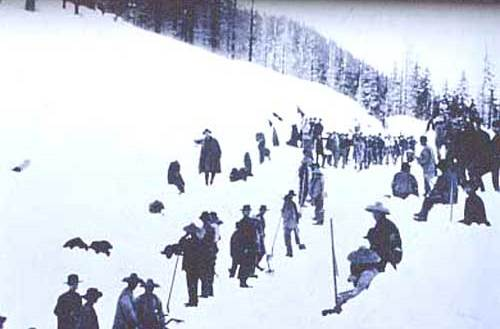
대륙횡단철도를 건설하는 중국인 이민자들

중국인에 의한 최초의 대규모 이주는 1848년부터 1855년까지의 캘리포니아 골드러시로 시작되었으며, 그 이후에도 대륙 횡단 철도의 건설 등으로 인해 계속되었다. 금이 풍부하게 있었던 골드러시의 초기 단계에서 중국인은 많이 받아들였음에도 불구하고 허용 범위에 있었다. 금이 고갈되고, 경쟁이 심해지자 중국인이나 다른 외국인과의 대립이 표면화되었다.
그러나 1850년대 초반에는 국가의 재정 적자를 메우는 데 도움이 될 만큼 풍부한 세금 수입을 가져다주었기 때문에 중국인 이민 노동자를 배제한다는 생각에는 저항이 있었다. 50년도 후반에 접어들면서 재정 사정이 나아지자 주 차원에서 중국인 배제에 성공하였다. 1858년에는 주 의회가 중국인이나 몽골계 인종의 어떠한 입국도 위법으로 규정한 법률을 통과시키지만, 이 법은 1862년 주 최고 법원에서 의견을 붙여 기각한다.
남북 전쟁이 종결된 1870년까지 불황 때문에 존 비글러 캘리포니아 주지사뿐만 아니라 노동조합 지도자 데니스 커니와 커니가 이끄는 캘리포니아 근로자당(Workingman's Party)에 의해 반중 감정이 정치화된다. 양측 모두 낮은 임금 수준을 중국인 쿨리를 탓하며 비난의 대상으로 삼는다.
그 결과 중국인 광부에 대한 차별 과세가 시행되었으며, 노동조합에서도 중국인은 배제되었다. 그리하여 중국에 대한 혐오가 일반에 확산되었지만, 일부 자본가, 경영자 중에서는 경제 요인에 따라 배제에 저항한 사람도 있었다.
중국인 이주 노동자 대부분이 건강한 성인 남자였기 때문에, 값싼 노동력을 공급하는 한편, 학교와 병원 등 공공시설을 이용하지 않았다. 시간이 흐르면서 더 많은 중국인 이민자들이 캘리포니아에 유입되면서, 로스앤젤레스 같은 도시에서 폭력 사건이 빈번히 발생하였다.
1878년경, 의회가 중국인을 배제하는 법을 통과시키려고 하였지만, 러더퍼드 B. 헤이스 대통령이 〈벌링게임 조약〉을 들어 거부권을 행사한다. 캘리포니아는 1879년 몇 명이 주내에 거주를 허용할 지 결정 중국인들이 기업이나 지방 자치 단체에서 일하는 것을 금지하는 새로운 헌법을 채택하기에 이르렀다.
1882년 중국인 배척법이 통과되면서 이후 위헌 결정이 내려질 각종 법안을 통과시킨다. 이로써 대부분의 중국인 가족은 국내에 머물지, 아니면 귀국할지 딜레마에 직면하게 된다.

## 내용
이 법은 특정 지역의 양호한 치안을 유지하는 것을 전제로 특정 민족의 노동자 집단의 입국을 처음으로 금지하는 법률이었다. (〈1875년 페이지 법〉은 아시아인의 강제 노동 이민과 성매매를, 〈1790년 귀화법〉은 비백인의 귀화를 각각 금지하고 있었다.) 그 법은 숙련, 비숙련 노동자와 광산에 고용된 중국인들을 의미하는 중국인 노동자이 10년간 입국하지 못하도록 배제시켰다. 입국에 대해서는 징역형과 추방 처분과 함께 10년간 제한하게 된다.
입국하고자하는 소수의 비근로자는 중국 정부에서 이민 자격 인증서를 얻도록 요구했지만, 비근로자임을 증명하는 것이 점차 어려워졌다. 1882년 법이 ‘숙련, 비숙련 노동자와 광산에서 일자리’를 배제할 수 있는 것을 조건으로 하고 있었기 때문이다. 따라서 극 소수의 중국인들만 그 법으로 입국할 수 있었다. 외교부 관료들과 다른 수행원들과 출장을 오는 관료들은 중국 정부가 자격을 인증하는 적절한 증명서를 가지고 있다면, 입국이 허용되었다.
그 법은 이미 중국에 정착한 중국인들에게도 영향을 미쳤다. 미국을 떠나는 어떤 중국인도 재입국을 하려면 증명서를 지참해야 했으며, 그 법은 중국 이민자들을 미국 시민들로부터 배제시킴으로써 영구적인 이방인으로 만들었다. 그 법이 통과된 후, 미국에 있는 중국인 남성은 아내와 재결합할 기회를 갖지 못하거나 또는 새로운 가정을 꾸릴 기회가 거의 없어졌다.
1884년 개정된 법률은 허락된 이전 이민자들이 떠나고, 돌아오는 규정을 강화시켰으며, 그 법이 원래의 나라와 상관없이 중국 민족에게만 적용된다는 것을 명시했다. 1888년에는 〈스콧 법〉이 시행되면서 중국인 배척법 시행 이후에 귀국한 경우 재입국을 금지시켰다. 〈스콧 법〉은 대법원이 "외국인 배제 권한은 헌법에 의해 위임된 주권 행사의 일부로서 미국 정부에 속한 부대 권리"라고 밝혔다. 이 법은 1892년 〈게리 법〉에 의해 다시 10년동안 갱신되었으며, 1902년에는 무기한으로 연장되었다. 1902년 영구화했을 때, 모든 중국인 거주자는 등록을 해야 하고, 거주증명서를 습득해야 할 것을 요구했다. 증명서가 없으면, 당사자는 추방에 직면하였다.
1882년부터 1905년에 걸쳐 10,000명 정도의 중국인들이 탄원서나 인신보호영장을 통해 부정적인 이민 결정에 항의해서 연방 법원에 항소를 했다. 대부분의 이러한 사건에서, 법원은 탄원자의 손을 들어 주었다. 편견과 태만의 경우들을 제외하고서, 이러한 탄원은 1894년에 의회가 통과시킨 법률에 의해 가로 막혔으며, 1985년 ‘미국 정부 대 렘문싱 사건’(U.S. vs Lem Moon Sing)에서 미국 연방 대법원의 판결로 확정되었다. 1905년 ‘미국 정부 대 주토이 사건’(U.S. vs Ju Toy)에서, 미국 연방 대법원은 입국 여부를 결정하는 것은 관문 감독관과 상무부가 최종 결정권자라는 것을 재확인했다. 주토이의 탄원은 그리하여 지방 법원이 그가 미국인이라는 것을 확인했음에도 불구하고 기각되었다.
연방대법원은 항만에서 입국을 거부하는 것은 적절한 절차를 필요로 하지 않으며, 법적으로 육상 통과를 거부하는 것과 법적으로 동일하다는 판결했다. 1902년 그 법률의 확장과 더불어 모든 이러한 진전은 1904년에서 1906년 사이에 중국 내에서 미국 상품에 대한 불매운동을 촉발하여 중국으로의 수출량이 절반 이상 줄어들었다. 샌프란시스코에서 1885년 워싱턴의 재무부 관리가 두 중국인 학생에 대해 입국 거절을 한 판결을 뒤집는 한 사건이 있었다.
중국인 배척법을 비난한 사람들 중 명이 반노예, 반제국주의자였던 매사추세츠 공화당 상원의원 조지 프리스비 호어였다. 그는 그 법을 ‘단지 인종차별을 합법화 시킨 것에 지나지 않는다’라고 설명했다.
이 법들은 대체로 인종적 우려로 추진된 것들이다. 따라서 이 시기 동안 다른 인종들의 이민은 제한되었다.
반면, 많은 사람들이 〈중국인 배척법〉을 강력하게 옹호했다. 여기에는 노동조합, ‘나이츠 오브 레이버’(Knights of Labor)가 있었는데, 그들은 실업가들이 중국인들을 임금을 낮추는 도구로 사용하고 있다고 믿었기 때문에 그 법을 지지했다. 노동자들과 좌파 조직들 중 ‘세계산업노동자’(Industrial Workers of the World, 약칭 IWW)는 이러한 형태의 유일한 예외였다. IWW는 1905년 출범 당시부터 공개적으로 〈중국인 배척법〉을 반대했다.

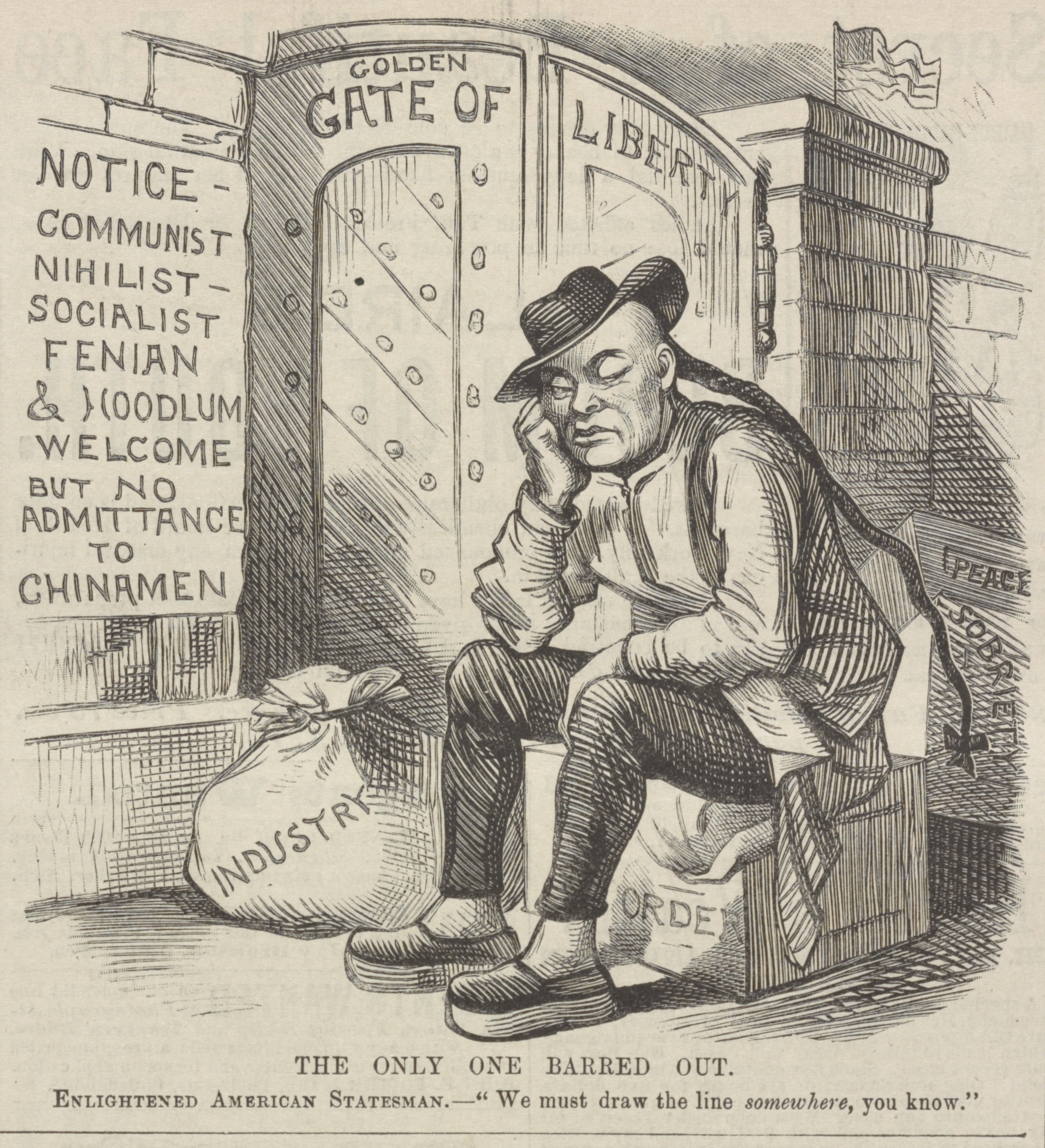
1882년의 정치 풍자 만화, "Golden Gate of Liberty"에서 입국을 거부당한 중국인을 보여줌. 만화에는 다음과 같이 쓰여져 있다. "아시다시피, 우리는 어딘가에는 선을 그어야 합니다."

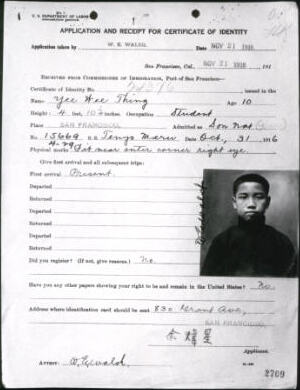
미국 시민의 아들임을 증명하는 이위싱에게 발급된 신분증명서, 1916년 11월 21일 발급. 이것은 중국에서 이민온 이민자들에게 필수였다

어떤 실제적인 목적에서건 간에 배척법은 그것에 따르는 제한들과 함께, 1882년 중국인 사회를 얼어붙게 만들었다. 중국으로부터의 제한된 이민은 1943년 중국인 배척법이 폐지될 때까지 지속되었다. 1910년에서 1940년까지, 현재 샌프란시스코 만의 앤젤 아일랜드 주립공원이 된 앤젤 아일랜드의 이민자 역은 이민 또는 귀환으로 등록된, 56,113명의 중국인 이민자 대부분을 위한 전진 중심지로서의 역할을 했다. 이곳에 나타난 사람들의 30% 이상이 중국으로 귀환했다.
게다가, 시청과 공식기록까지 파괴된 1906년 샌프란시스코 지진 이후에, 많은 이민자들이 중국계 미국인 주민들과 가족 관계(서류상 아들이라고 알려진)가 있다고 주장했다. 이게 사실이건, 아니건 증명할 수 없는 것이었다. 중국인 배척법은 상업적 인간 밀수의 거대한 파도로 부상했다. 이러한 움직임은 이후 다른 국가나 민족에게도 확산되었다.
중국인 배척법은 또한 이 기간동안 미국-캐나다 국경에서의 경계 보강의 필요성으로 인해 중국인 배척에 대한 캐나다 정책의 영향력을 통해 미국 이민법의 파워 확장으로 이어졌다. 미국의 중국인 배척법 직후, 캐나다는 자국에 입국하는 중국인 이민자들에게 인두세를 부과하는 1885년 중국인 이민법을 통과시켰다. 미국 정부의 증진되는 압력 이후, 캐나다는 마침내 중국인 이민법을 만들었다. 1923년 중국인들이 캐나다로 이민오는 대부분의 유형을 금지시켰다. 또한 미국-멕시코 국경을 따라, 이러한 종류의 국경 통제의 필요성이 대두되었지만, 국경을 통제하려는 노력은 미국의 제국주의를 경계하고 있었기 때문에 엇나갔으며, 멕시코 내의 미국의 간섭을 원하지 않았다. 이것 뿐만 아니라 멕시코로 이민을 가는 중국인들은 멕시코의 노동력 부족을 채워주었기 때문에 환영을 받았다. 중국인 배척법은 실제로 멕시코 이민자들의 수를 높였다. 따라서, 미국은 멕시코 국경의 치안에 전적으로 의지하고 있었다.
이후, 1924년 이민법은 이민을 더욱 제한하여, 모든 종류의 중국인 이민과 다른 아시아계의 이민조차도 제한하였다. 이러한 제한이 20세기 중반에 완화되기까지, 중국인 이민자들은 그들의 가족과 단절된 생활을 할 수 밖에 없었고, 자체적인 생존을 모색하기 위해, 민족적 장벽(차이나타운)을 쌓을 수 밖에 없었다. 중국인 배척법은 백인들이 직면한 문제들에 대해서는 언급하지 않았다. 사실, 중국인들은 빠르게, 의도적으로 일본인들로 대체되었고, 그들은 사회에서의 중국인의 역할을 맡게 되었다. 중국인들과는 달리, 일본인들은 사업을 시작하고, 트럭을 가진 농부가 됨으로써 사회적 지위를 올릴 수도 있었다. 그러나 일본인들은 이후 〈1924년 이민법〉(National Origins Act)의 타켓이 되었으며, 이 법은 동아시아로부터의 이민을 완전히 금지시켰다.
1891년, 〈중국인 배척법〉 협상을 하는 동안 중국에 대한 부적절한 언행으로 인해, 중국 정부는 헨리 W. 블레어 상원의원을 주중대사로 수용하는 것을 거부했다.

## 폐지
중국인 배척법은 중국이 제2차 세계대전에서 일본에 대항해서 미국의 연합국이 되자, 1943년 〈매그너슨 법〉에 의해 폐지되었다. 이 법의 폐지는 미국이 독일 제국주의와 싸우는 동안, 미국은 공평과 정의의 이미지를 구체화시킬 필요가 있다는 제2차 세계대전의 맥락에서 이뤄졌다.
매그너슨 법에 의해 이미 국내에 거주하고 있는 중국인 귀화가 가능해졌기 때문에 추방의 공포에서 해방되었다. 비록 매그너슨 법이 차별적인 중국인 배척법을 뒤집었지만, 그 법은 중국인 이민자 할당을 연간 105명만 허용하였고,다른 아시아 국가로부터 오는 이민자들에 대한 제한은 폐지하지 않았다. 대규모 이주가 허용된 것은 1965년 이민, 국적법이 통과된 이후부터이다.
1943년 배척법이 폐지되었음에도 불구하고, 캘리포니아에서 중국인과 백인의 결혼을 금지한 법률이 1948년까지 폐지되지 않았다. 또한 다른 주에서도 유사한 법률이 존재하였고, 1967년 러빙 대 버지니아 사건에서 연방대법원이 반혼혈법을 만장일치로 위헌으로 판결할 때까지 존재했다.
심지어 오늘 날에도, 헌법의 전체 조문에서 폐지가 되어 왔지만, 미국 법전 제8조 제7장은 ‘중국인 배척’에서 시작되었다." 제8조 (외국인과 국적) 15장은 특정 국가나 민족 집단에 초점을 맞춘 유일한 장이다.
2012년 6월 18일, 미국 하원은 주디 추(미국 최초의 중국계 의원이기도 하다) 하원의원이 제출한 중국인 배척법에 대한 공식 사죄 결의안을 만장일치로 통과시켰다. 중국인 배척법은 중국인 이민과 귀화에 대해 거의 모든 제한을 해 두었고, 민족으로 인해 중국계 미국인의 기본적인 자유를 부정했다는 취지였다. 이 결의안은 2011년 10월에 상원에서 승인되었다.
추는 채택에 즈음하여 미국 전국 화교 위원회를 통해 160여개 화교 단체에서 청원서를 받았으며, 2011년 5월 26일 하원 의원 2명과 함께 하원에 결의안을 제출하였다. 심의 과정에서 이의가 나왔지만 협상을 거듭한 끝에 다른 하원 의원 9명과 함께 최종 결의안을 하원 사법위원회에 제출하였다.
2014년, 캘리포니아 의회는 캘리포니에 있는 중국계 미국인들의 많은 자랑스런 업적을 공식적으로 인정하고, 의회에 1882년 중국인 배척법 채택을 정식으로 사과하는 것을 상기를 시키는 법안을 통과시키는 공식적인 조치를 했다. 공화당 상원의원 영수인 밥 허프(Bob Huff)와 차기 상원 의장 템 캐빈 데 레온(Tem Kevin de León)은 ‘상원 연합결의안’(Senate Joint Resolution, SJR 23) 23번과 ‘상원 공동결의안’(Senate Concurrent Resolution, SCR) 122번을 동시 제출된 공동 저자의 역할을 했다.
상원 연합결의안 23번은 상원 연합결의안 23번은 캘리포니아에서 중국계 미국인들의 유구한 역사와 공헌을 인정하고, 축하했다. 그 결의안은 또한 공식적으로 의회에 중국인 배척법과 같은 중국계 미국인들의 박해로 이어진 법률에 대한 사과를 요청하는 것이었다.

## 같이 보기
- 반중 감정
- 록스프링스 학살
- Stop Asian Hate
- 스톱 AAPI 헤이트
- 황화론
- 중국계 미국인
- 행정명령 13769호